# Мгеладзе, Акакий Иванович
Ака́кий Ива́нович Мгела́дзе (груз. აკაკი ივანეს ძე მგელაძე; 1910, с. Мелекедури, Озургетский уезд, Кутаисская губерния, Российская империя — 1980, Озургети, Грузинская ССР, СССР) — советский государственный и партийный деятель. Первый секретарь ЦК КП(б) / КП Грузии (1952—1953). Член ЦК КПСС.

## Биография
Родился в 1910. По национальности грузин. Вскоре после рождения вместе с родителями переехал в Гудауту. С 1924 года учился в Гудаутской девятилетней школе, которую окончил в 1930 году. До 1930 года работал в обувной мастерской отца, затем в артели "Красная Грузия".
Член ВЛКСМ с 1927 года. Член ВКП(б) с 1932 года. С 1930 по 1934 год — заведующий организационным отделом Гудаутского райкома ЛКСМ ГССР, заведующий массово-экономического отдела Абхазского обкома ЛКСМ ГССР, заведующий организационным отделом, второй секретарь Абхазского обкома ЛКСМ ГССР, первый секретарь Абхазского обкома ЛКСМ ГССР.
С 1934 по 1937 год — первый секретарь ЦК Комсомола ГССР. С 1937 по 1938 год — заведующий молодёжным отделом ЦК ВЛКСМ.
Осенью 1938 года находился под домашним арестом.
С 1938 по 1942 год — управляющий трестом «Грузнефть». С 1942 по 1943 год — военный комиссар управления тыла Закавказского фронта, старший батальонный комиссар, заместитель начальника тыла Закфронта в звании подполковника. С 1943 по 1951 год — первый секретарь Сухумского горкома и Абхазского обкома КП(б) Абхазской АССР. В этот период под его руководством была осуществлена работа по застройке города Сухуми. С 1951 по 1952 год — первый секретарь Кутаисского обкома КП ГССР. С 1951 по 1953 год — член бюро ЦК КП(б) ГССР.
С 1952 по 1953 год — первый секретарь ЦК КП Грузинской ССР, одновременно с 1952 по 1953 год — член ЦК КПСС и член военного совета Закавказского военного округа. На пост руководителя Компартии республики был выдвинут по инициативе Сталина И.В., так как противостоял Берии Л.П. и по личному поручению Сталина И.В. курировал направленное против Берии Л.П. т.н. «Мингрельское дело». В 1950-х годах планировался его перевод на партийную работу в Москву.
Почти сразу после смерти Сталина И.В. мингрельское дело Берией Л.П. было прекращено, поэтому  постановлением VIII-го пленума ЦК КП(б) ГССР Мгеладзе А.И. был снят с поста 1-го секретаря ЦК КП ГССР. Одновременно с этим, на основании опроса был выведен из состава ЦК КПСС, а позднее исключён из КПСС и арестован. В свою очередь после ареста Берии Л.П. обвинения против  Мгеладзе А.И. были сняты. Он был восстановлен в КПСС, но к руководству республикой не вернулся.
С 1953 по 1973 год — директор Бебнисского совхоза-питомника (Карельский район ГССР; в этот период совхоз считался в республике образцово-показательным хозяйством). В 1973 году первый секретарь ЦК Компартии Грузии Шеварднадзе Э.А. вызволил его из «политической ссылки». С 1973 по 1978 год — управляющий трестом «Грузплодовощ», управляющий трестом овощно-молочных совхозов ГССР, председатель аграрно-промышленно-торгового объединения Министерства сельского хозяйства, заместитель министра сельского хозяйства ГССР.
В различное время являлся депутатом Верховного Совета СССР, ГССР, Абхазской АССР, Тбилисского и Сухумского городских советов.

## Семья
Был женат на музыкальном педагоге Эмилии Гельман. Дочь — Нателла Мгеладзе (род. 1939). Племянник (со стороны жены) — художник Григорий Исаакович Мильштейн.

## Награды
Кавалер двух орденов Ленина, ордена Трудового Красного Знамени, ордена Отечественной Войны 1-й степени, ордена Красной Звезды, двух орденов «Знак Почёта», бронзовой, серебряной и золотой медалей ВДНХ СССР, а также ряда боевых медалей.

## Интересные факты
Сам Мгеладзе вспоминал: … Сталин пригласил к себе на дачу, отрезал кусочек лимона, угостил. «Хороший лимон?» — «Хороший, товарищ Сталин.» — «Сам выращивал». Погуляли, поговорили. Сталин снова отрезает дольку. <…> Когда Мгеладзе уже стало невмоготу жевать этот лимон, его осенило: «Товарищ Сталин, обязуюсь, что Грузия будет обеспечивать лимонами всю страну!» И назвал срок. «Наконец-то додумался!» — сказал Сталин.

## Труды
- Докладная записка секретаря ЦК Компартии Грузии А. Мгеладзе И. В. Сталину о проблеме Абхазии
- Акакий Мгеладзе Сталин. Каким я его знал. Страницы недавнего прошлого. 2001. 380 с.